# Brocket
Brocket ist eine kleine Stadtgemeinde (City) im Ramsey County in Norddakota, in der laut der Volkszählung 2020 insgesamt 34 Menschen lebten.
Der Ort Brocket wurde 1901 angelegt. Die Trasse der Eisenbahnstrecke von Lakota nach Edmore erreichte den Ort 1901, die Gleise wurden 1902 verlegt. 1907 wurde eine Schule errichtet, am 15. April des gleichen Jahres gründete sich die Gemeinde Brocket als Village.